# Elynor Bäckstedt
Elynor Bäckstedt (Gran Bretaña, 6 de diciembre de 2001) es una ciclista británica.
En 2019 obtuvo la medalla de bronce en el campeonato del mundo en la prueba contrarreloj júnior en Yorkshire. También lo había conseguido el año anterior en Innsbruck.

## Palmarés
2018
- 3.ª en el Campeonato Mundial Contrarreloj Júnior

2019
- 3.ª en el Campeonato Mundial Contrarreloj Júnior

## Equipos
- Trek[2] (2020-2024)
  - Trek-Segafredo (2020-2023)
  - Lidl-Trek (2023-2024)
- UAE Team ADQ (2025-)